# Pterois volitans
Il pesce scorpione orientale, noto anche con il nome di pesce leone orientale o scorpena volante (Pterois volitans (Linnaeus, 1758)) è un pesce d'acqua salata della famiglia Scorpaenidae

## Distribuzione e habitat
Questa specie è diffusa nel Mar Rosso e nell'Oceano Pacifico, dal Sud-Est asiatico fino all'Australia, dal Giappone alla Polinesia. Abita le lagune e i fondali sassosi e di barriera fino a 150 metri di profondità. I giovani tendono ad allontanarsi in mare aperto dal loro luogo di nascita, alla ricerca di nuovi habitat: questo giustifica la loro grande diffusione.
La specie è stata accidentalmente introdotta negli anni novanta nell'Oceano Atlantico, lungo le coste degli Stati Uniti, invadendo progressivamente anche tutto il Mar dei Caraibi.

## Descrizione
La testa è relativamente piccola, la bocca grande, gli occhi sporgenti, sormontati da due escrescenze (presenti anche intorno al mento). La fronte è alta, il dorso curvo, mentre il ventre relativamente piatto. Il corpo si restringe verso il peduncolo caudale, che precede una coda piuttosto larga, tondeggiante.
I primi raggi della pinna dorsale e di quella anale sono in realtà aculei veleniferi, ben eretti dal pesce quando è in situazione di pericolo. L'apparato velenifero consiste in 13 aculei sulla pinna dorsale e 3 in quella anale, tutti composti da aculei cavi collegati a una ghiandola velenifera; i raggi delle pinne pettorali sono aculei pieni, non velenosi. La livrea è a strisce tendenzialmente verticali marroni e bianche, alcune sottili e altre più larghe. Anche le pinne sono striate di bianco e marrone.
Raggiunge una lunghezza massima di 38 cm.

## La tossina

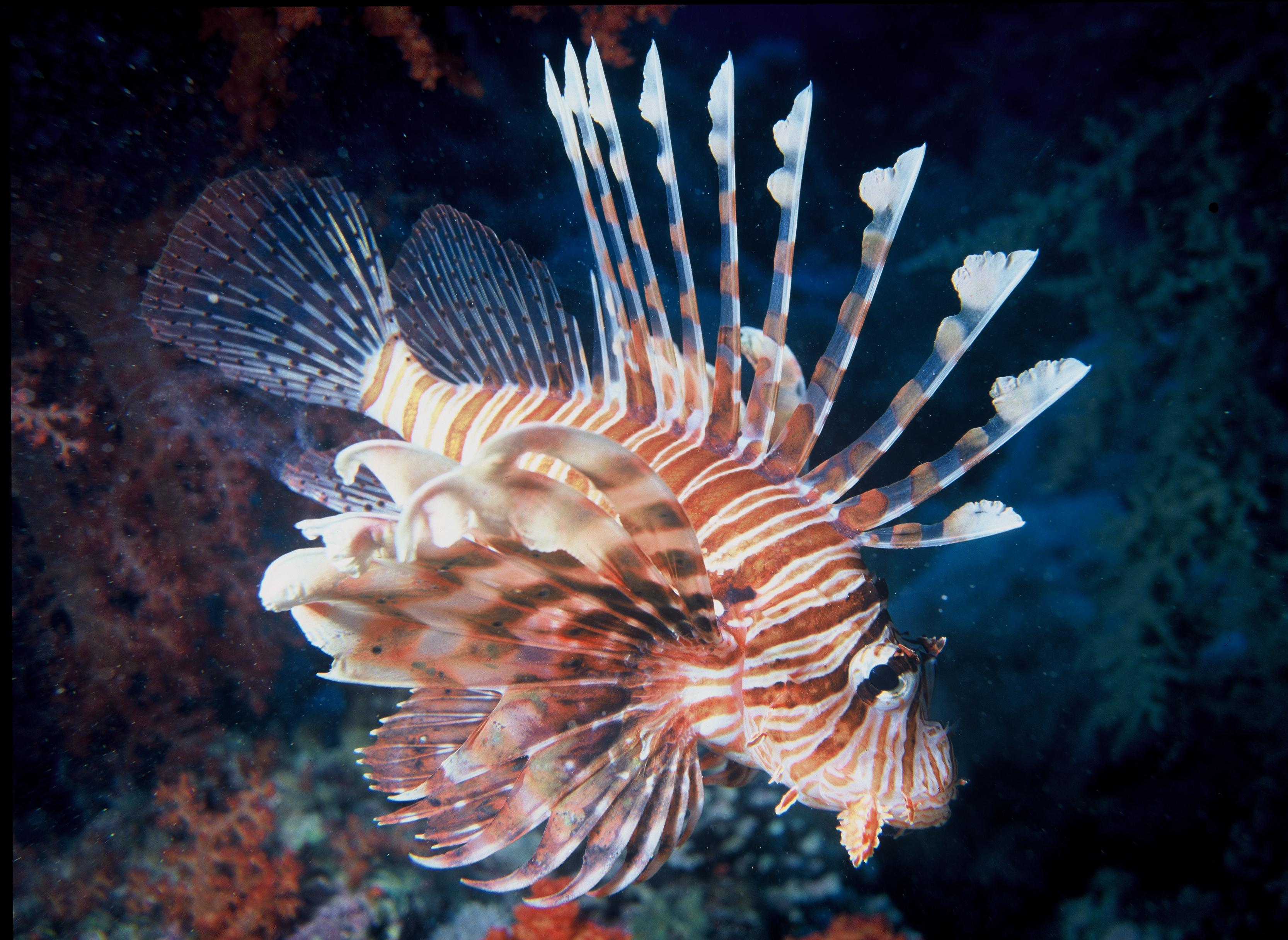
P. volitans con i lunghi aculei veleniferi

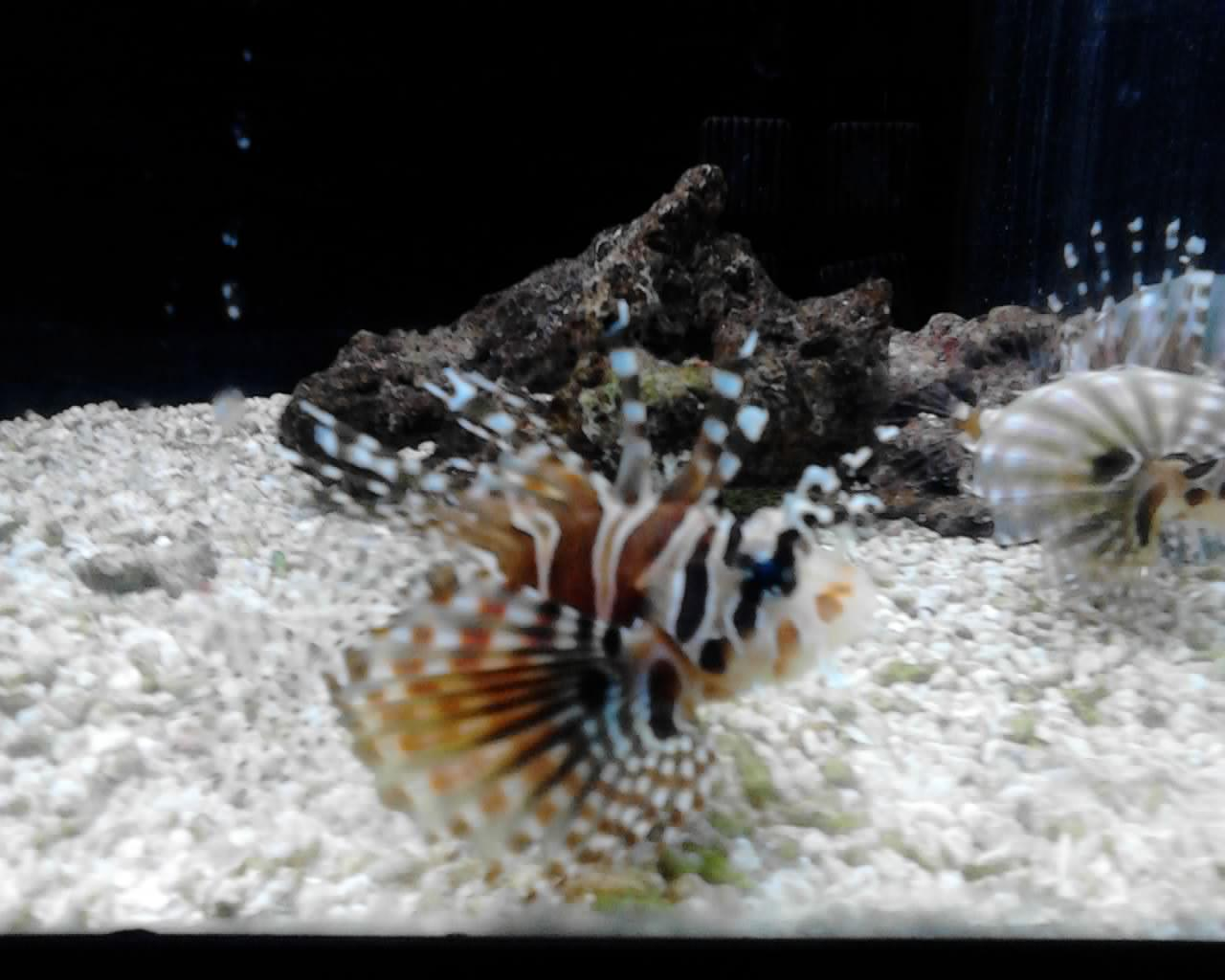
Giovanile di P. volitans

Gli avvelenamenti da tossina di Pterois volitans vengono classificati in tre gradi. Avvelenamenti di I grado producono eritema, ecchimosi o anche cianosi della parte colpita. Al II grado compaiono vesciche attorno alla puntura. Avvelenamenti di III grado producono necrosi locale e variazione della sensibilità, che possono durare anche per più giorni.
Più rari sono gli effetti a livello sistemico, che includono ma non sono limitati a questi: dolore alla testa, nausea, vomito, dolori e crampi addominali, paralisi agli arti, iper- o ipotensione, difficoltà respiratoria, ischemia del miocardio, edema polmonare, sincope. Sono stati documentati rari casi di decesso.
Il primo e più importante trattamento dopo una puntura è l'immersione della parte colpita in acqua calda (circa 45 °C), perché riduce il dolore e rende inattiva la tossina.

## Specie affini
È spesso confuso con le altre specie del genere Pterois, tutte piuttosto simili. In particolare fino a qualche tempo fa era ritenuto la stessa specie Pterois miles e, solo di recente, grazie a studi genetici, sono state riconosciute come due specie distinte.
Per distinguerle con certezza occorrono analisi genetiche anche se, con una certa approssimazione, si possono usare criteri geografici essendo di norma presente in una determinata zona una specie oppure l'altra, ma non entrambe (specie vicarianti).

## Usi

### Acquariofilia
Nonostante la pericolosità e la puntura dolorosa, gli P. volitans (così come altre specie affini) sono una specie ambita dagli acquariofili specializzati in acquari marini.

### Alimentazione
Le carni del pesce scorpione sono commestibili e apprezzate in alcuni paesi. Il loro consumo è inoltre incoraggiato come contributo al controllo della specie nei Caraibi, dove essa è invasiva.